# Argemiro Galvão
Argemiro Cícero Galvão (Rio Grande, 1860 — Porto Alegre, 1888) foi um escritor, tradutor e jornalista brasileiro.
Contista publicou diversas vezes na revista da Sociedade Partenon Literário, utilizando-se do pseudônimo Ataliba Vale. Também se encontra colaboração da sua autoria na Revista de Estudos Livres (1883-1886) e na revista da Sociedade Ensaios Literários. Em virtude de suas obras, foi incluído na "Enciclopédia de Literatura Brasileira", de Afrânio Coutinho e José Galante de Sousa, bem como no "Diccionario Bibliographico Brazileiro", de Augusto Victorino Alves Sacramento Blake.

## Obra
- A Filha do Estancieiro, romance, 1876
- O Anel e a Carta, romance, 1876
- A Luta, conto, 1882
- O Combate, conto, 1886[4]